# Vân Môn Văn Yển
Vân Môn Văn Yển (zh. yúnmén wényǎn/ yünmen wenyen 雲門文偃, ja. ummon bun'en), 864-949, là một vị Thiền sư Trung Quốc lỗi lạc, khai sáng Vân Môn tông. Sư nối pháp của Tuyết Phong Nghĩa Tồn và là thầy của nhiều vị đạt đạo như Hương Lâm Trừng Viễn, Động Sơn Thủ Sơ, Ba Lăng Hạo Giám v.v... (khoảng 60 vị). Những pháp ngữ quan trọng nhất của sư được ghi lại trong Vân Môn Khuông Chân Thiền sư quảng lục (zh. 雲門匡眞禪師廣錄), còn có tên Đại Từ Vân Khuông Chân Hoằng Minh Thiền sư ngữ lục, Vân Môn Văn Yển Thiền sư quảng lục, Vân Môn quảng lục.

## Cơ duyên & Hành trạng
Sư họ Trương (zh. 張), quê ở Gia Hưng (zh. 嘉興). Lúc nhỏ theo Luật sư Chí Trừng (zh. 志澄) chùa Không Vương (zh. 空王) xuất gia và thụ giới tại giới đàn Tì Lăng. Hầu hạ Chí Trừng vài năm, sư đến Mục Châu Trần Tôn Túc (zh. 睦州陳尊宿) hỏi đạo. Mục Châu thấy sư liền đóng cửa lại. sư đến gõ cửa, Mục Châu hỏi: "Ai?", sư thưa: "Con." Mục Châu hỏi: "Làm gì?", sư thưa: "Việc mình chưa sáng, xin thầy chỉ dạy." Mục Châu mở cửa, thấy sư liền đóng lại. Sư cứ đến như vậy ba ngày liên tục. Lần thứ ba, Mục Châu vừa hé cửa, sư liền chen vào, Mục Châu bèn nắm đứng sư bảo: "Nói! Nói!" Sư vừa suy nghĩ, Mục Châu xô ra bảo: "Cái trục xe xoay đời Tần" (Tần thời đạc lạc toản 秦時𨍏轢鑽) và đóng cửa lại khiến một chân sư bị thương. sư nhân đây có ngộ nhập. Mục Châu khuyên sư đến Tuyết Phong và nơi đây, sư được ấn khả. Lúc đầu, sư trụ trì chùa Linh Thụ một thời gian, sau đến Vân Môn trụ trì chùa Quang Thới, học chúng tụ tập rất đông.
Sư thượng đường, đưa cây gậy trong tay lên bảo chúng: "Phàm phu gọi nó là thật, Nhị thừa phân tích gọi nó là không, Viên Giác gọi nó là huyễn có, Bồ Tát thì đương thể tức không, Thiền gia thì thấy cây gậy gọi là cây gậy, đi chỉ đi, ngồi chỉ ngồi, không được động đến."
Niên hiệu Càn Hoà năm thứ bảy (949) nhà Hán, ngày mùng 10 tháng 4, sư ngồi ngay thẳng viên tịch thọ 81 tuổi. Vua ban hiệu Đại Từ Vân Khuông Chân Hoằng Minh Thiền Sư.

## Tư tưởng
Những lời dạy của sư rất được ưa chuộng trong giới thiền sau này và không có vị nào khác sư được nhắc đến nhiều trong các tập công án lớn (Bích nham lục 18 công án, Vô môn quan 5 công án). Người ta nói rằng, pháp ngữ của sư lúc nào cũng đạt đủ ba điều kiện (Vân Môn tam cú 雲門三句):
1. Hàm cái càn khôn (zh. 函蓋乾坤): Bao trùm đất trời, muôn vàn sự vật đều là diệu thể chân như, thích hợp với câu hỏi như nắp đậy nồi;
2. Tiệt đoạn chúng lưu (zh. 截斷眾流): Có năng lực cắt đứt các dòng lưu chuyển của vô minh, suy nghĩ cảm giác phân biệt như một cây gươm bén;
3. Tuỳ ba trục lãng (zh. 隨波逐浪): Thích hợp với khả năng tiếp thu của người hỏi như "một làn sóng theo một làn sóng".

Sư là một trong những Thiền sư đầu tiên sử dụng những lời vấn đáp của các vị tiền nhân để giảng dạy, và từ đây xuất phát ra phương pháp khán thoại đầu của Thiền tông sau này. Thông thường, sư đưa ra một "câu trả lời khác" (biệt ngữ 別語, ja. betsugo) những câu trả lời trong những cuộc vấn đáp (ja. mondō) hoặc pháp chiến (ja. hossen) được sư nêu ra giảng dạy. Sau đó sư lại nêu ra một câu hỏi và tự trả lời thay cho đại chúng với một "câu thay thế" (đại ngữ 代語, ja. daigo), như trong công án thứ sáu của Bích nham lục:
Sư bảo: "Mười lăm ngày về trước chẳng hỏi ông, mười lăm ngày về sau thử nói một câu xem?" sư tự đáp thay chúng tăng: "Ngày qua ngày, ngày nào cũng là ngày tốt" (nhật nhật thị hảo nhật 日日是好日).
Những câu trả lời của sư có lúc chỉ là một chữ duy nhất (nhất tự quan); chúng được xem là những công án hiệu nghiệm nhất trong thiền ngữ.
Mặc dù sư rất đề cao việc dùng ngôn ngữ sống động (hoạt cú 活句) để dạy và sử dụng nó rất tài tình nhưng sư lại rất kị ngôn ngữ trên giấy và nghiêm cấm môn đệ không được ghi chép lại những lời dạy của mình. Nhiều pháp ngữ của sư còn được truyền lại đến ngày nay là nhờ một môn đệ lén viết vào một ca-sa rồi sau đó mang xuống núi. Tông của sư được lưu truyền đến thế kỉ 12 và các vị kế thừa tông này đều đóng góp nhiều cho việc lưu giữ thiền ngữ cho những thế hệ sau.